# ジャパンシステム
ジャパンシステム株式会社（英称： Japan Systems Co.,Ltd ）は、東京都渋谷区代々木１丁目に本社を置くソフトウェア業。自治体向け財務管理ソフトで関東地方シェアトップ。

## 沿革
- 1969年6月 株式会社東京ソフトウェアサービスを設立
- 1970年4月 ジャパンシステムサービス株式会社に商号変更
- 1978年6月 ジャパンシステム株式会社に商号変更
- 1988年10月　店頭公開達成（現ジャスダック市場上場）
- 2008年8月 ヒューレット・パッカード（HP）が親会社となる
- 2017年4月 DXCテクノロジーが新たな親会社となる
- 2021年
  - 2月16日 ロングリーチグループ傘下のJSLホールディングスによる株式公開買付けが成立[2]
  - 4月26日 ジャスダック上場廃止
  - 4月28日 株式併合により、株主がJSLホールディングスとDXC US(Netherlands) LLCのみとなる[3][4]。